# 荏原 畠山美術館
荏原 畠山美術館（えばら はたけやまびじゅつかん）は、東京都港区白金台2丁目にある美術館。所蔵品は茶道具を中心とした日本・東洋の古美術品、国宝6件を含む。実業家畠山一清（号：即翁、1881 - 1971）が自らの収集品を公開するために開館した。運営主体は荏原製作所傘下の公益財団法人荏原畠山記念文化財団。
2019年（平成31年）3月17日までの施設名は「畠山記念館」（はたけやまきねんかん）。翌日18日から9月4日までの施設のリニューアル工事に伴いいったん施設を休館したのち、2024年（令和6年）9月5日より現在の施設名に名称変更し、同年10月5日より営業を再開した。

## 概要

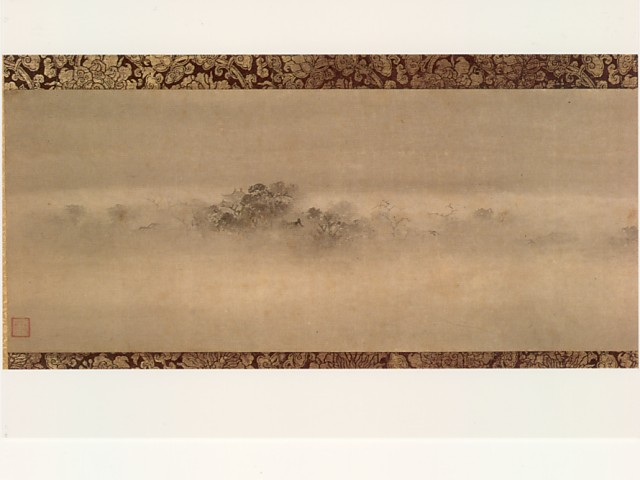
煙寺晩鐘図 伝・牧谿筆

当館は港区と品川区の境界付近に位置し、崖地の斜面に立つ本館の敷地は、城郭を思わせる石垣と白壁の塀に囲まれている。シンプルな外装の本館は畠山自らの設計による。開館当初は土足禁止で来客はスリッパに履き替えて入館した。1階には平櫛田中作の和服姿の畠山一清像があり、2階を展示室に充てて、障子を通した自然光のもとで作品を鑑賞できるように配慮されている。その一部には畳敷きの展示空間を設けて、床の間に掛けた掛軸を本来の目線で鑑賞することができる。2024年のリニューアルに伴い新館を増築し、展示スペースを拡張している。敷地内には茶室「月庵」があり、蹲踞や切支丹灯籠（織部灯篭）を配した露地を備える。希望者には抹茶と菓子が供される（入館料とは別に茶券が必要）。庭園には恩師井口在屋と並んで畠山の胸像が建っているほか、「明治天皇行幸所寺島邸記念碑」がある。

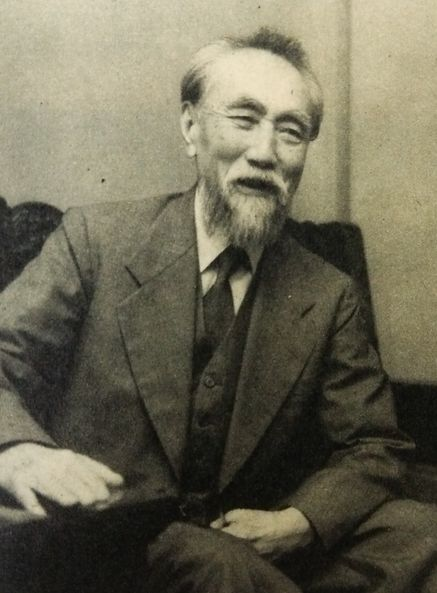
畠山一清

当館の敷地内にはこのほか、新座敷と浄楽亭の建物、毘沙門堂に加えて沙那庵、翠庵、明月軒などの茶亭を構える。このうちの翠庵、明月軒、沙那庵、浄楽亭、毘沙門堂の5棟は、2020年10月28日に東京都港区より有形文化財の指定を受けた（建造＝物昭和の木造平屋建て建築）。
1804年（文化元年）、この地に隠居していた島津重豪は高低差のある邸内の景勝地を「亀岡十勝」と称し、諸侯文人が賦した七言律詩を刻した「亀岡十勝の詩碑」を建立。この碑はそのまま伝えられ当館庭園に現存する。
かつて隣地にあった料亭般若苑は般若寺（奈良）の客殿を移築し、三島由紀夫の『宴のあと』に登場する料亭のモデルとして知られる。
所蔵品は、茶道関係を中心とした約1300件。日本と東アジアの陶磁器、水墨画、墨蹟（禅僧の筆跡）、琳派を中心とした日本絵画などである。畠山は幼時から宝生流の謡（うたい）をたしなんでいたので、能面、能装束などの能楽関連品も多数所有している。茶道具は大名物、中興名物、雲州名物などの名物や、大名家伝来の品々が多い。これらの蒐集は、畠山の抱いた能登畠山氏の末裔という自負に由来する。特に畠山は松平不昧を尊敬しており、「雲州蔵帳」記載の茶道具を30点所蔵している。展示は「春季展」「夏季展」のように季節ごとに入れ替えている。

## 開館の経緯
当館の敷地は1669年（寛文9年）に江戸幕府から薩摩藩主島津家に下付されて以来、島津家の別邸であったが、明治維新を経て薩摩出身で後に参議・外務卿となった寺島宗則が屋敷を構えた。寺島邸時代に明治天皇が行幸し観能を催したことから、1934年（昭和9年）に聖蹟の指定を受けた。
畠山一清がこの土地を買い取ったのは1937年（昭和12年）であった。株式会社荏原製作所の創立者として知られる畠山は1881年（明治14年）、金沢の生まれで、家系は能登の守護大名畠山氏の血筋を引くという。畠山は東京帝国大学機械工学科を卒業後、1912年（大正元年）、荏原製作所の前身にあたる「ゐのくち式機械事務所」を興した。これは大学の恩師井口在屋の発明した井口式ポンプの販売会社であった。1920年（大正9年）にはポンプ販売の事業を発展させ、荏原製作所を設立した。
畠山は1960年（昭和35年）に畠山記念財団を設立して科学技術振興を支え、これを母体に1964年（昭和39年）に当館を設立し一般に公開。派手な宣伝をして客を呼ぶことは茶人の精神に反すると考え、開館記念展のポスターも作らず、所蔵品の図録も当初は作らなかったという。畠山は「即翁」と号し、茶人としても知られた。近代日本の美術コレクターには実業家で茶人であった者が多く、畠山はこの系譜の最後の世代に属する。コレクションには原三溪旧蔵の茶道具がある。

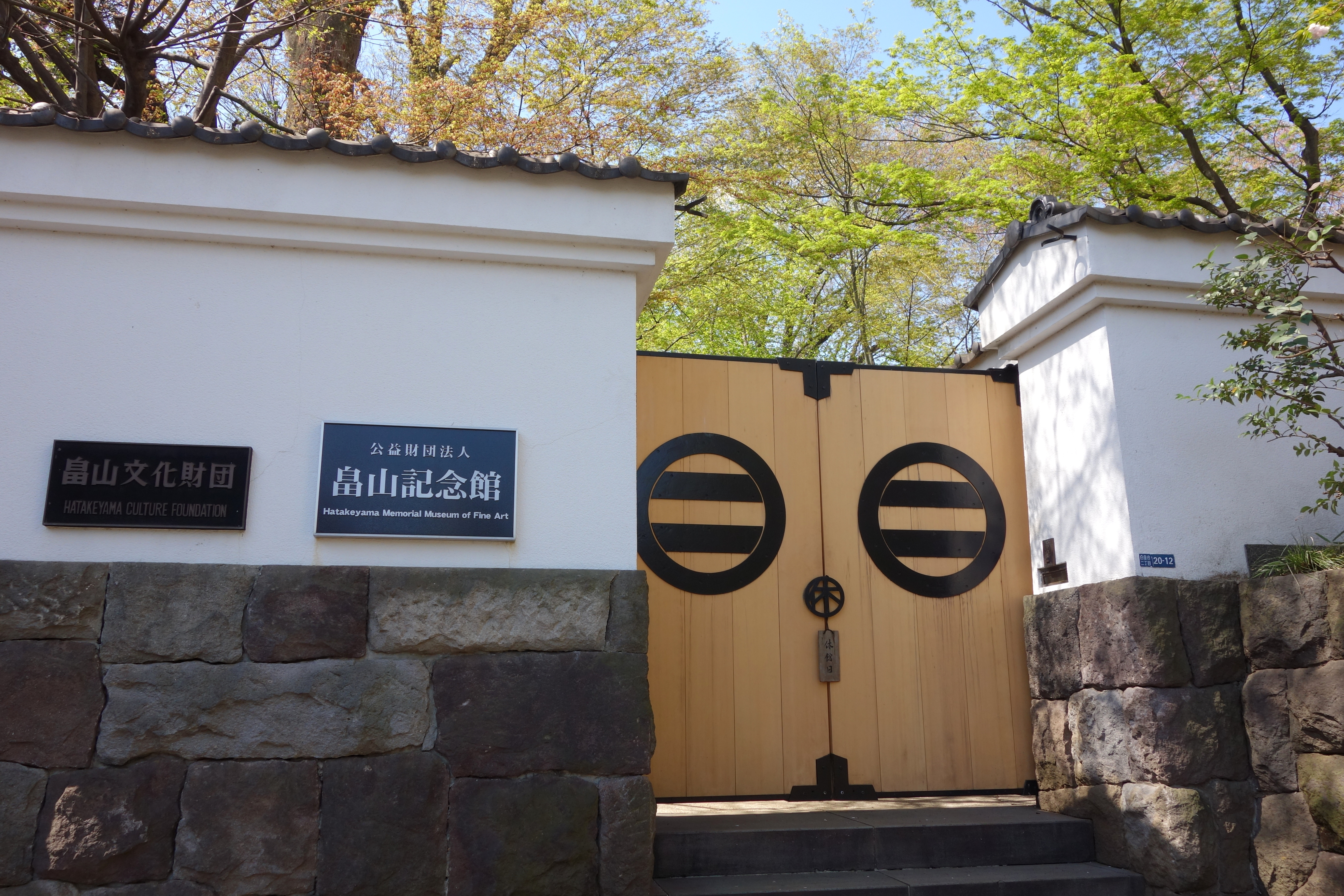
正門
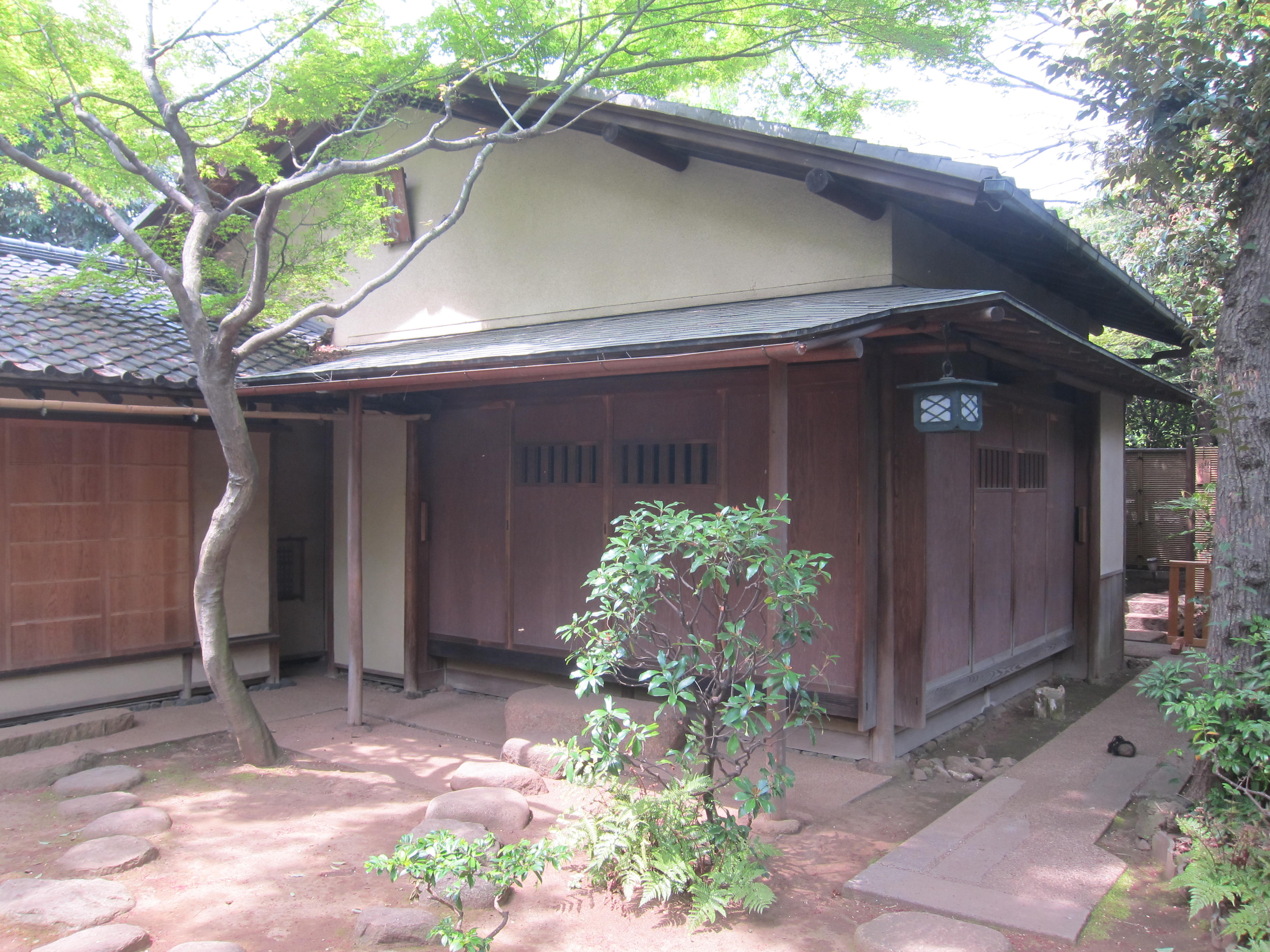
浄楽亭
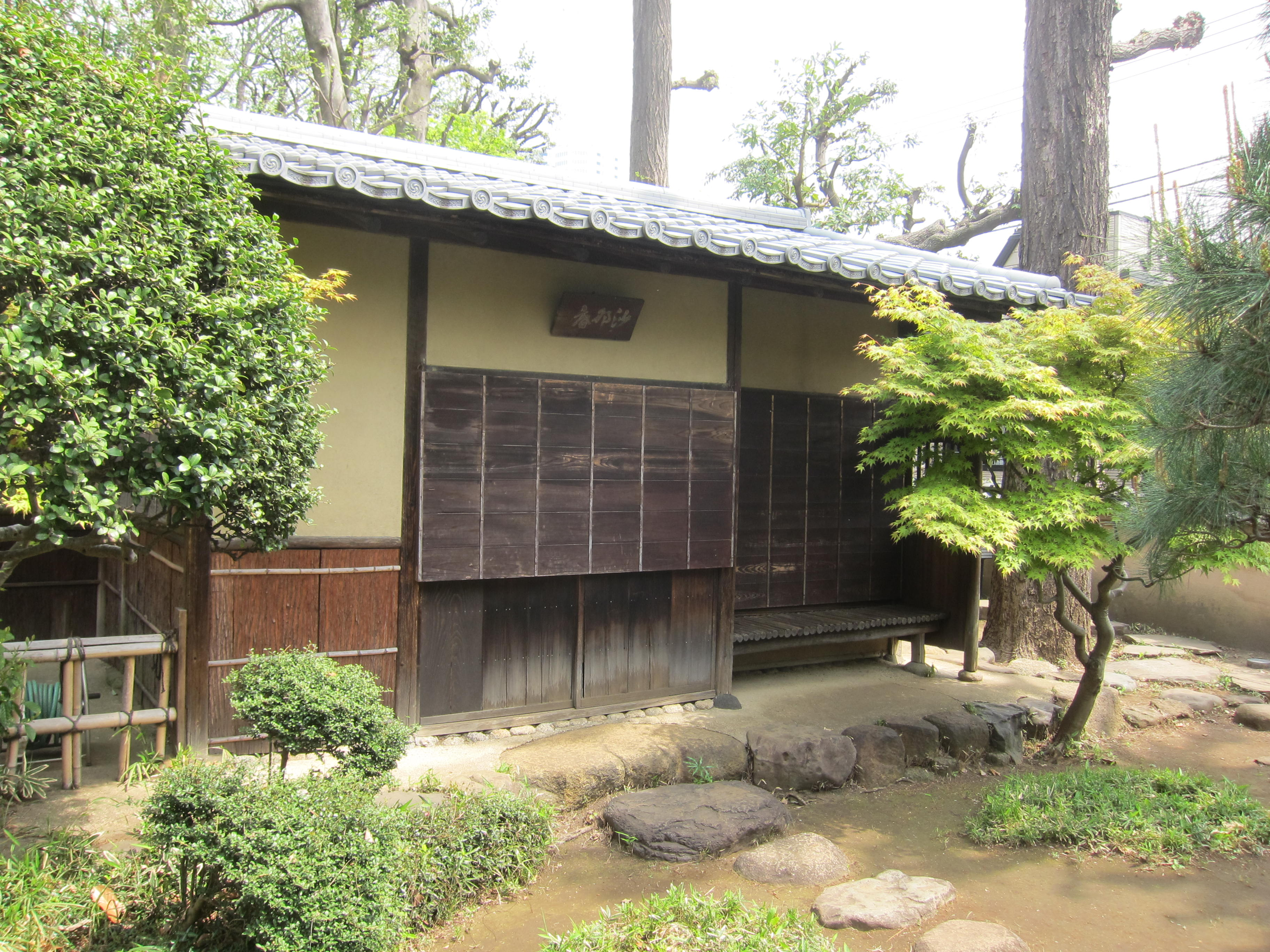
沙那庵
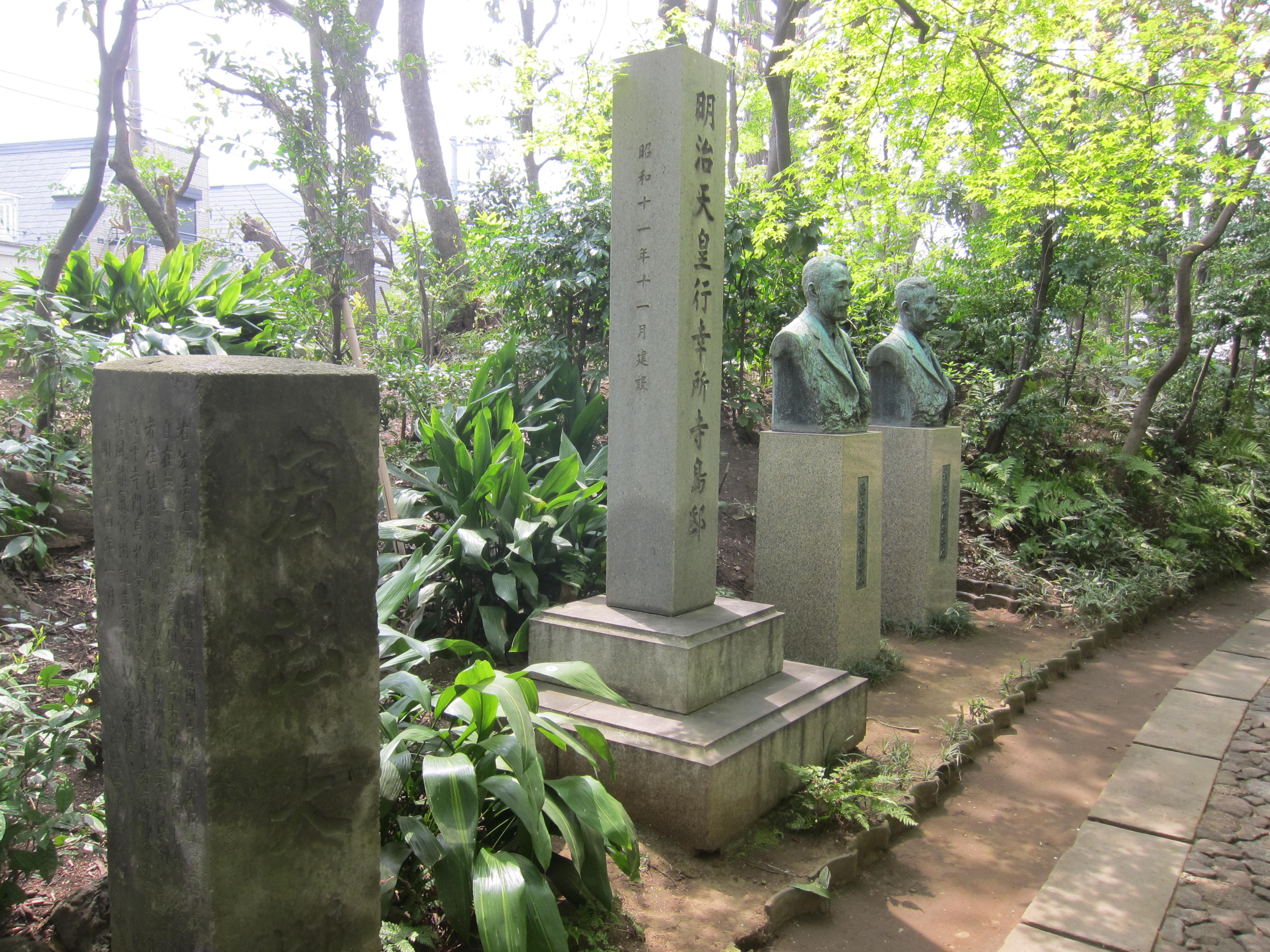
「明治天皇行幸所寺島邸」の碑
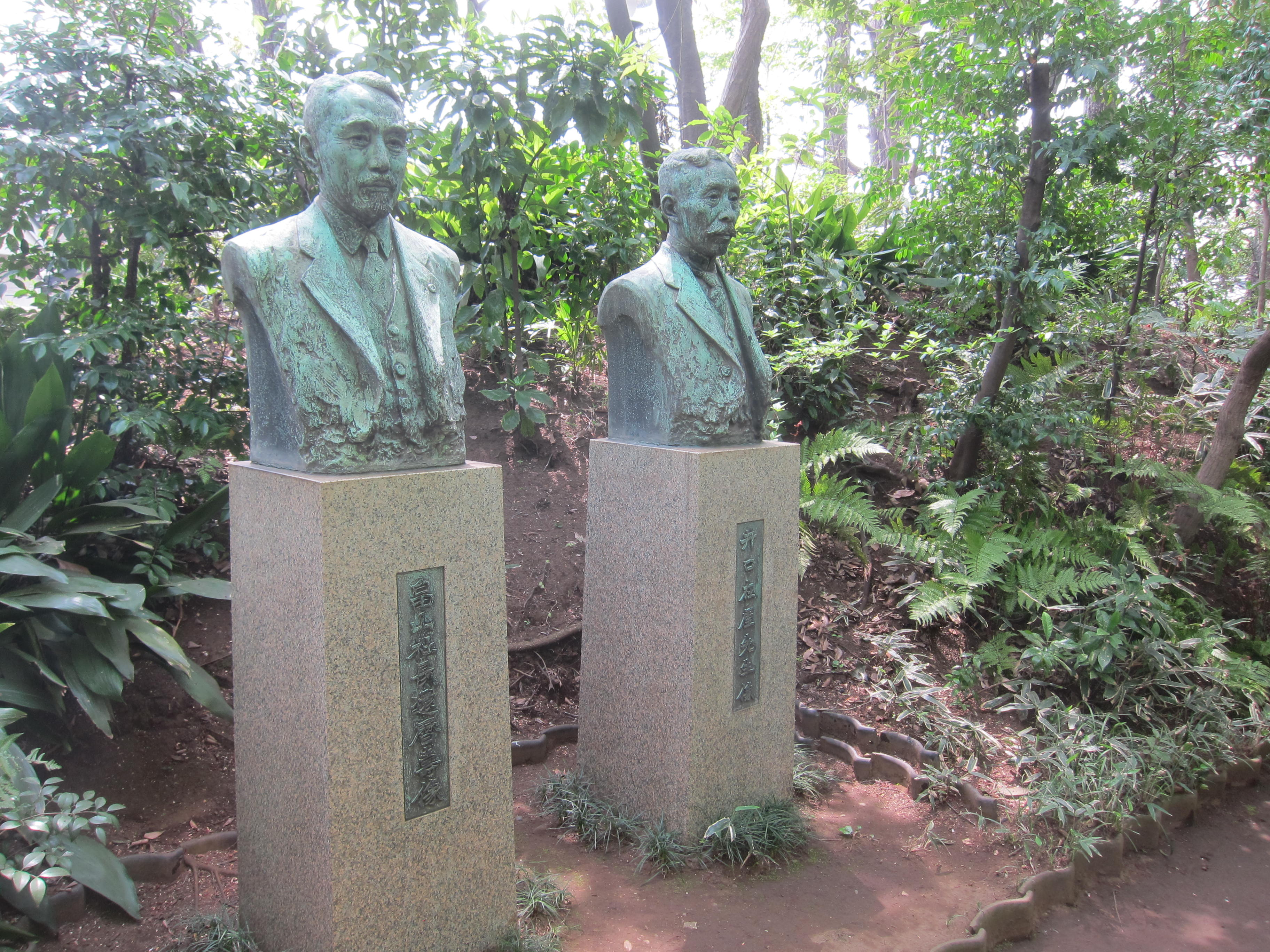
畠山一清銅像（左）・井口在屋銅像

## 主な収蔵品
これまでの注目に値する展示は『美術手帖』に掲載がある。

### 指定文化財

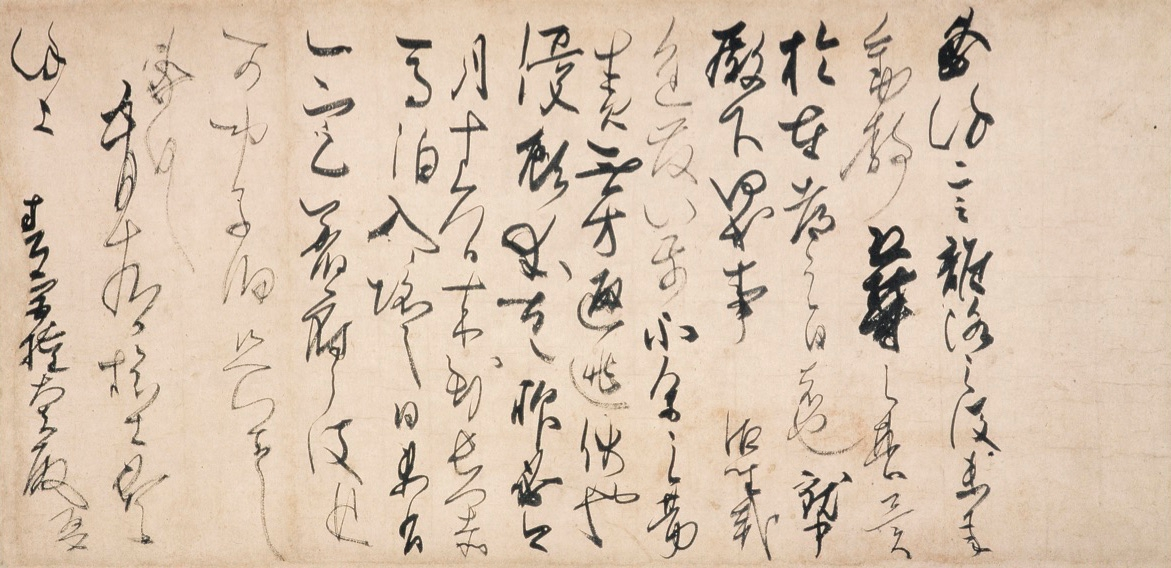
藤原佐理筆書状（離洛帖）

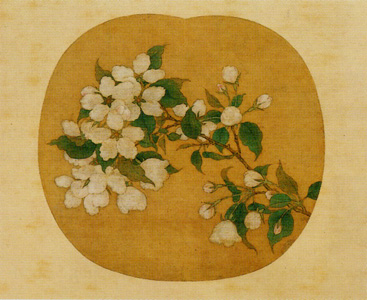
林檎花図 南宋時代

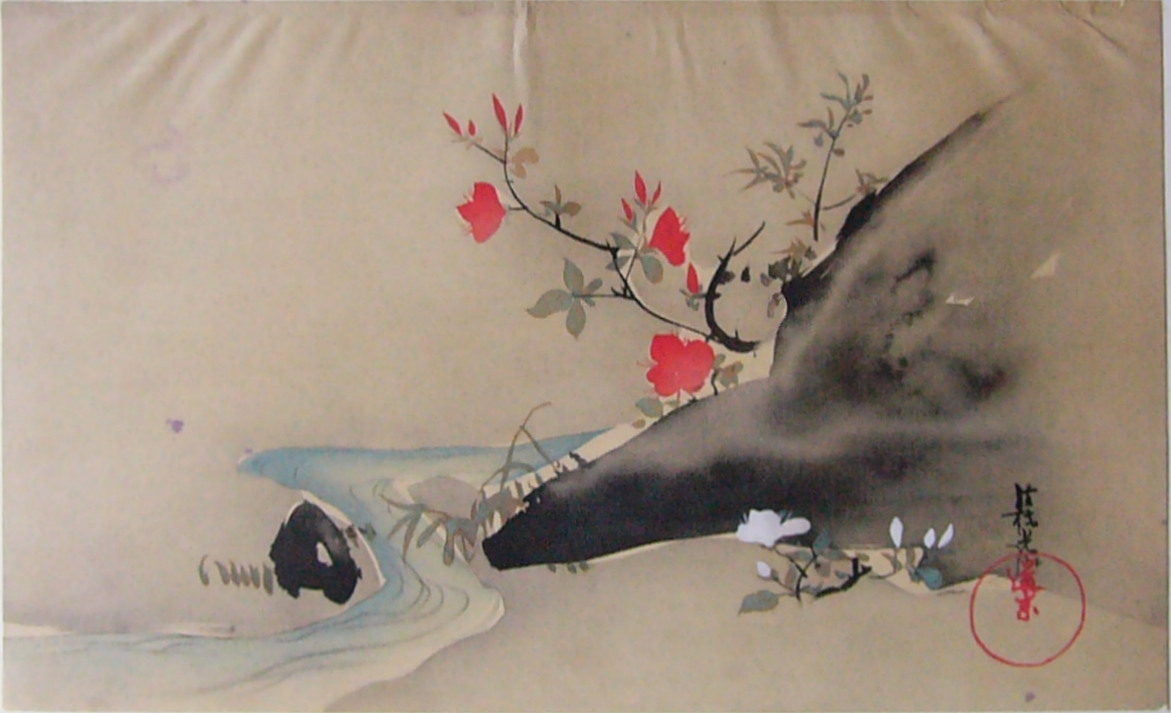
躑躅図 尾形光琳筆

#### 国宝
- 紙本墨画煙寺晩鐘図 伝牧谿筆　南宋時代
- 紙本墨画禅機図断簡（智常・李渤図） 因陀羅筆　元時代
- 絹本著色林檎花図 南宋時代
- 蝶螺鈿蒔絵手箱 鎌倉時代[25]
- 藤原佐理筆書状（離洛帖）平安時代　三蹟の1人である藤原佐理の真筆の書状として名高い。
- 大慧宗杲墨蹟　尺牘　南宋時代[26]

### 重要文化財
※典拠：2000年（平成12年）までの指定物件については、『所有者別総合目録・名称総索引・統計資料』（毎日新聞社〈国宝・重要文化財大全 別巻〉、2000年）による。それ以降の指定物件については個別に脚注を付した。
絵画
- 紙本著色法華経絵巻（ほけきょう えまき ざんけつ）1巻

- 絹本著色清滝権現像
- 紙本墨画竹林七賢図 六曲一双 雪村筆
- 紙本淡彩山水図　横川景三賛
- 紙本墨画山水図（南宋）
- 絹本著色豊臣秀吉像　慶長三年八月日賛
- 紙本金地銀泥四季草花図下絵和歌巻 書:本阿弥光悦、下絵:俵屋宗達
- 絹本著色躑躅図　尾形光琳筆
- 紙本墨画竹林山水図 「雑華室印」あり

古筆・典籍
- 兼輔集断簡（名家家集切）[29]
- 寸松庵色紙
- 継色紙（きみをおきて）
- 今鏡　23帖[30]

墨蹟
- 圜悟克勤墨蹟
- 虚堂智愚墨蹟
- 大慧宗杲墨蹟<（だいえ そうこう ぼくせき）[26]
- 南楚師説墨蹟 与鉄舟徳済送別語
- 無学祖元墨蹟
- 無準師範墨蹟 与聖一国師尺牘
- 大燈国師墨蹟 与明輪禅尼法語
- 大燈国師墨蹟 孤桂字号
- 御蔵切小大君集[31][32]

日本の陶磁
- 古伊賀花生 からたち
- 粉引茶碗（三好）（こひきちゃわん（みよし））[26]
- 古備前火襷水指
- 志野芦絵水指 古岸
- 楽焼赤茶碗 雪峯 本阿弥光悦作

中国・朝鮮の陶磁
- 井戸茶碗（細川）
- 柿蔕茶碗（かきのへた ちゃわん）（毘沙門堂）[33]
- 金襴手六角瓢形花生 （きんらんで ろっかく ふすべがた）[34]
- 金襴手六角瓢形花生
- 染付龍濤文大瓶 明時代、景徳鎮窯
- 唐物肩衝茶入（からもの かたつき ちゃいれ）（油屋）
  - 附：丹地雲文金襴袋、紺綾地花兎金襴袋、本能寺緞子袋（珠光好）、宗薫緞子袋、下妻緞子袋、太子間道袋、黒漆挽家、朱漆四方盆、象牙蓋4枚
- 檜扇紋散蒔絵手箱（ひおうぎもんちらし まきえ てばこ）[26]
- 割高台茶碗（わりこうだい ちゃわん） - 2017年度指定[35][36][37]

漆工
- 菊枝蒔絵手箱
- 金地蝶牡丹唐草蒔絵文庫（きんじ ちょうぼたんからくさ まきえ ぶんこ）1合[26]
- 蓬莱山蒔絵櫛箱

能衣装

### 重要美術品
- 尾形光琳 綸子小袖墨画白梅図[38]

### 実業家のコレクション
- 原三溪の茶道具[39]

- 益田孝旧蔵のコレクション[40][41][42][43]。

- 畠山即翁「與衆愛玩」[2][44][3]

## 利用情報
- 住所：東京都港区白金台2丁目20番12号
- 交通手段：
  - 都営地下鉄浅草線高輪台駅下車、徒歩5分
  - 東京メトロ南北線下車、徒歩10分
  - 都営地下鉄三田線白金台駅下車、徒歩10分
- 開館時間：4月～9月は10:00－17:00、10月～3月は10:00－16:30
- 休館日：月曜日（祝日の場合は開館し翌火曜日が休み）、展示替え期間、年末年始
- 入館料：月庵の利用は別途、茶券を購入。

## 主な出版物
発行年順。

- 紀 貫之、田中 親美『名家家集切』[田中親美]、1937年。 NCID BB02211391。
- 畠山記念館『館蔵名品五十選』畠山記念館、19--。 NCID BB08683429。
- 畠山記念館『開館記念展覧会々記』畠山記念館、1964年。 NCID BA51884959。
- 畠山記念館『秋季展観会記』畠山記念館、1965年。 NCID BN05270449。
- 畠山記念館『開館五周年記念展観会記 : 昭和43年春』畠山記念館、1968年。 NCID BN05270700。
- 畠山記念館『開館十周年記念展観会記 : 昭和49年春』畠山記念館、1974年。 NCID BN05270904。
- 畠山記念館『秋季・冬季展観会記』畠山記念館、1976年。 NCID BN03133006。
- 畠山記念館『春季・夏季展観会記』畠山記念館、1977年。 NCID BN02812807。
- 島谷 弘幸『平安 香紙切麗花集 ; 平安 御蔵切小大君集 他 ; 平安 端白切大貳三位集』二玄社〈日本名跡叢刊〉、1984年。 NCID BN0361074X。
- 日本古典文学会、伊井 春樹『今鏡』20-21号、日本古典文学影印叢刊、1986年。 NCID BN0074997X。
- 畠山記念館『開館25周年記念展 : 館蔵雲州蔵帳』畠山記念館、1989年。 NCID BA8630416X。
- 畠山記念館『春季・夏季展観会記』1989年。 NCID BD06002977。
- 小松 茂美『阿字義 ; 華厳五十五所絵巻 ; 法華経絵巻』中央公論社、1990年。 NCID BN04980722。
- 畠山記念館『館蔵利休の茶道具 : 平成2年春季特別展』畠山記念館、1990年。 NCID BN05124720。
- 畠山記念館『上林三入家文書』畠山記念館、1993年。 NCID BA70655278。
- 藤原 佐理、小松 茂美『藤原佐理集 : 詩懷紙 恩命帖 離洛帖 頭辨帖』日本名跡叢刊、1993年。 NCID BD05783920。
- 島谷 弘幸、小松 茂美『香紙切麗花集 ; 御藏切小大君集 他 ; 端白切大貳三位集』日本名跡叢刊、1993年。 NCID BD05791146。
- 畠山記念館1993年。 NCID BN11534829。
- 畠山記念館『懐石と懐石道具 : 畠山即翁の茶事風流』淡交社、1994年。 NCID BN12060559。ISBN 4473013448。
- 畠山記念館『與衆愛玩』畠山記念館、1999年。 NCID BA48259297。NCID BD04705728。
  - 畠山記念館『與衆愛玩 : 畠山即翁の蒐集品』畠山記念館、2005年。 NCID BA72255780。別題『Yoshū Aigan : the collection of Hatakeyama Sokuō』
  - 畠山記念館『與衆愛玩 : 畠山即翁の美の世界』畠山記念館、2011年。 NCID BB07538388。別題『Yoshū Aigan : Hatakeyama Sokuō's world of beauty』
- 畠山記念館『琳派』1994年。 NCID BN13458652。
- 畠山記念館『懐石料理を楽しむ』畠山記念館、1998年。 NCID BA48927984。
- 朝日新聞社『東京・出光美術館 ; 畠山記念館 ; サントリー美術館』通巻1199号、朝日新聞社〈日本の国宝 ; 093〉、1998年。 NCID BA6024179X。
- 畠山記念館『松平不昧の数寄 : 「雲州蔵帳」の名茶器』畠山記念館、2001年。 NCID BA56257683。
  - 畠山記念館『大名茶人松平不昧の数寄 : 「雲州蔵帳」の名茶器』畠山記念館、2014年。 NCID BB17050671。
- 畠山記念館、本阿弥 光悦、俵屋 宗達、尾形 光琳『琳派 : 與衆愛玩』畠山記念館、2007年。 NCID BA81451225。
- 畠山記念館『畠山記念館50周年に寄せて : 記念シンポジウム報告 : 数寄の"これから" : 不昧と近代数寄者に学ぶ』畠山記念館、2015年。 NCID BB20240529。
- 畠山記念館、伊奈 英次『四季のおと』畠山記念館、2016年。 NCID BB21574144。別題『Tone of the four seasons』
- “最新情報”. web.archive.org.   畠山記念館 (2019年2月22日). 2024年9月28日閲覧。
- 京都国立博物館、畠山記念館、日本経済新聞社、日本放送協会京都放送局、NHKエンタープライズ近畿『畠山記念館の名品 : 能楽から茶の湯、そして琳派 : 特別展』日本経済新聞社、NHK京都放送局、NHKエンタープライズ近畿、2021年。 NCID BC10298541。ISBN 9784907243180。
- 畠山記念館、大分県立美術館、島根県立美術館、日本経済新聞社『畠山記念館名品展』日本経済新聞社、2024年。 NCID BD06986344。ISBN 9784907243296別題『Masterpieces from the Hatakeyama Memorial Museum of Fine Art』